# Anomalon rufipes
Anomalon rufipes är en stekelart som först beskrevs av Cameron 1906.  Anomalon rufipes ingår i släktet Anomalon och familjen brokparasitsteklar. Inga underarter finns listade i Catalogue of Life.